# كيم دونغ-كيل
كيم دونغ-كيل (مواليد 19 مايو 1963) هو ملاكم كوري جنوبي، مثّل بلاده في الألعاب الأولمبية الصيفية 1984.

## روابط خارجية
كيم دونغ-كيل على موقع أوليمبيديا (الإنجليزية)